# Веренко, Ярослав Григорьевич
Ярослав Григорьевич Веренко (7 сентября 1940, Черновцы) — украинский учёный-кибернетик, лауреат Государственной премии Украинской ССР в области науки и техники и Премии Совета Министров СССР в области науки и техники.

## Биография
Веренко Ярослав Григорьевич родился в городе Черновцы 7 сентября 1940 года. В родном городе окончил среднюю школу и физико-математический факультет университета (по специальности вычислительная математика), затем — аспирантуру в Институте кибернетики Академии наук УССР. Защитил диссертацию на учёную степень кандидата технических наук. Темы исследований: эргатические системы, проблемы разработки операционных систем и прикладного программного обеспечения организационных систем управления производством. Диссертационная и дальнейшая научная работа выполнялись под руководством академика НАНУ Скурихина Владимира Ильича и члена-корреспондента НАНУ, профессора Морозова Анатолия Алексеевича.
Работал в Институте кибернетики и Институте проблем математических машин и систем Кибернетического центра Академии наук Украины на инженерных должностях, старшим научным сотрудником, главным конструктором проектов, начальником отдела. Как непосредственный исполнитель и как руководитель работ принимал участие в создании научного и программно-технического обеспечения вычислительно-управляющих комплексов на крупных предприятиях Украины и Советского Союза, связанных с космосом, авиа- и судостроением и др.
Автор 53 печатных научных работ.

## Награды
- Лауреат Государственной премии Украинской ССР в области науки и техники (1979) и лауреат Премии Совета Министров СССР в области науки и техники (1983).
- Награждён медалями.